# カオフォン県
カオフォン県（カオフォンけん、ベトナム語：Huyện Cao Phong / 縣高峰?）は、ベトナム社会主義共和国ホアビン省の県。面積は254.37 km²、人口は51,020人（2019年）である。

## 行政区画
1市鎮9社から構成される。